# Aeroporto Internazionale di Baltimora-Washington
L'Aeroporto Internazionale di Baltimora-Washington (IATA: BWI, ICAO: KBWI) (in inglese: Baltimore-Washington International Airport), noto anche come Aeroporto Internazionale Thurgood Marshall, è un aeroporto situato a 16 km a sud da Baltimora e a 48 km da Washington, nello Stato del Maryland, negli Stati Uniti d'America.
L'aeroporto è hub per la compagnia aerea statunitense Southern Airways Express e base per Southwest Airlines. È intitolato a Thurgood Marshall: originario di Baltimora, è stato il primo afroamericano a far parte della Corte Suprema degli Stati Uniti.